# فوتكينسك
فوتكينسك (بالروسية: Воткинск) هي إحدى مدن روسيا في الكيان الفدرالي الروسي أودمورتيا.

## المناخ
يظهر الجدول التالي التغييرات المناخية على مدار السنة لفوتكينسك:
| البيانات المناخية لـفوتكينسك                                                                             | البيانات المناخية لـفوتكينسك | البيانات المناخية لـفوتكينسك | البيانات المناخية لـفوتكينسك | البيانات المناخية لـفوتكينسك | البيانات المناخية لـفوتكينسك | البيانات المناخية لـفوتكينسك | البيانات المناخية لـفوتكينسك | البيانات المناخية لـفوتكينسك | البيانات المناخية لـفوتكينسك | البيانات المناخية لـفوتكينسك | البيانات المناخية لـفوتكينسك | البيانات المناخية لـفوتكينسك | البيانات المناخية لـفوتكينسك |
| الشهر | يناير                        | فبراير                       | مارس                         | أبريل                        | مايو                         | يونيو                        | يوليو                        | أغسطس                        | سبتمبر                       | أكتوبر                       | نوفمبر                       | ديسمبر                       | المعدل السنوي                |
| --- | ---------------------------- | ---------------------------- | ---------------------------- | ---------------------------- | ---------------------------- | ---------------------------- | ---------------------------- | ---------------------------- | ---------------------------- | ---------------------------- | ---------------------------- | ---------------------------- | ---------------------------- |
| متوسط درجة الحرارة الكبرى °م (°ف)                                                                        | −10.3 (13.5)                 | −8.2 (17.2)                  | −1.2 (29.8)                  | 8.5 (47.3)                   | 17.9 (64.2)                  | 22.6 (72.7)                  | 24.6 (76.3)                  | 21.7 (71.1)                  | 14.8 (58.6)                  | 5.4 (41.7)                   | −2.2 (28.0)                  | −7.4 (18.7)                  | 7.2 (44.9)                   |
| المتوسط اليومي °م (°ف)                                                                                   | −14.2 (6.4)                  | −12.4 (9.7)                  | −5.7 (21.7)                  | 3.9 (39.0)                   | 11.9 (53.4)                  | 16.6 (61.9)                  | 18.9 (66.0)                  | 16.3 (61.3)                  | 10.3 (50.5)                  | 2.4 (36.3)                   | −5 (23)                      | −10.9 (12.4)                 | 2.7 (36.8)                   |
| متوسط درجة الحرارة الصغرى °م (°ف)                                                                        | −18.0 (−0.4)                 | −16.6 (2.1)                  | −10.1 (13.8)                 | −.7 (30.7)                   | 5.9 (42.6)                   | 10.7 (51.3)                  | 13.3 (55.9)                  | 10.9 (51.6)                  | 5.8 (42.4)                   | −.6 (30.9)                   | −7.8 (18.0)                  | −14.3 (6.3)                  | −1.8 (28.8)                  |
| الهطول مم (إنش)                                                                                          | 40 (1.6)                     | 27 (1.1)                     | 25 (1.0)                     | 33 (1.3)                     | 41 (1.6)                     | 62 (2.4)                     | 67 (2.6)                     | 65 (2.6)                     | 58 (2.3)                     | 56 (2.2)                     | 48 (1.9)                     | 41 (1.6)                     | 563 (22.2)                   |
| المصدر: https://en.climate-data.org/asia/russian-federation/udmurt-republic/votkinsk-1201/#climate-table |                              |                              |                              |                              |                              |                              |                              |                              |                              |                              |                              |                              |                              |

## توأمة
لفوتكينسك اتفاقيات توأمة مع:
- ويست جوردان

## أعلام
- بيتر إليتش تشايكوفسكي